# Svetozar Marović
Svetozar Marović (in cirillico: Светозар Маровић?; Cattaro, 31 marzo 1955) è un politico montenegrino e jugoslavo, primo e unico presidente della confederazione di Serbia e Montenegro e, contestualmente, ultimo capo di Stato in assoluto di una qualsiasi federazione residuale dell'ex Jugoslavia. Dopo la fine del suo mandato, corrispondente allo scioglimento del Paese da lui presieduto, ognuna delle ex repubbliche jugoslave divenne uno Stato indipendente.

## Biografia
Nativo della Repubblica Socialista Jugoslava di Montenegro, si laureò in giurisprudenza a Podgorica e si avviò giovane alla politica nella Lega dei Comunisti del Montenegro; dopo la c.d. Rivoluzione Antiburocratica, insieme a Milo Đukanović e Momir Bulatović fu nominato membro della presidenza della repubblica nel 1989 e, successivamente, eletto deputato al parlamento montenegrino; divenne poi rappresentante alla Camera dei cittadini dell'Assemblea federale jugoslava e presidente del parlamento del Montenegro.
Nel 2003 dopo le riforme costituzionali con la scomparsa della Repubblica Federale di Jugoslavia e la nascita della Serbia e Montenegro, ne viene eletto Presidente (e Primo ministro). Nonostante fosse presidente della confederazione nel 2006 appoggiò la corrente indipendentista montenegrina che porterà al referendum del 2006, all'indipendenza del paese e alla fine dell'unione serbo-montenegrina.
È stato vicepresidente del Partito Democratico dei Socialisti del Montenegro fino al 2016.

### Controversie
Nel 2001, Momir Bulatović nel libro Le regole del silenzio accusò apertamente Marović e il Partito Democratico dei Socialisti di far finta di non vedere il contrabbando di tabacco in Montenegro.
Inoltre Marović è stato coinvolto in uno scandalo finanziario in cui furono acquistate attrezzature militari per 296000000 € dal boss montenegrino Mileta Dragić.
Nel 2016, è stato arrestato in relazione a un caso di corruzione di lunga data, riguardante la sua città natale di Budva; l'ufficio del procuratore montenegrino lo ha etichettato come "capo del gruppo criminale di Budva", cosa ammessa dallo stesso Marović in tribunale. Poco tempo dopo, è fuggito nella vicina Serbia per un presunto trattamento psichiatrico a Belgrado, dove attualmente risiede. Il Montenegro ha ripetutamente richiesto la sua estradizione, senza ottenere risposta dal governo serbo.